# Krzysztof Gadacz (judoka)
Krzysztof Gadacz (ur. 11 marca 1985) – polski judoka.
Były zawodnik GKS Czarni Bytom (2000-2010). Brązowy medalista mistrzostw Polski seniorów 2007 w kategorii do 81 kg. Ponadto m.in. młodzieżowy wicemistrz Polski 2007.